# Lois religieuses
Une loi religieuse édicte un certain nombre de pratiques ou de principes de comportement au nom d'une religion ou de l'enseignement d'un prophète.

## Loi talmudique
Le Talmud, d'un mot hébreu qui signifie étude, est la forme écrite de la Loi orale reçue selon la tradition par Moïse en même temps que la Loi écrite du Pentateuque, puis enseignée verbalement de maître à disciple en une chaîne ininterrompue (Pirke Avot 1:1) :

## Loi coranique
Voir chariah.

## Prescriptions d'ordre alimentaire

### Interdiction du porc

#### En Égypte ancienne
À l’origine de cette interdiction, une raison religieuse qui interdit aux prêtres de l'Égypte antique de manger le porc. En effet, le porc égyptien (plus proche du sanglier) était l’animal sacré du dieu Seth. Le porc fut l’un des adversaires d’Horus et d’Osiris.